# 懲罰的損害賠償
懲罰的損害賠償（ちょうばつてきそんがいばいしょう、英語: punitive damages, exemplary damages）とは、主に不法行為に基づく損害賠償請求訴訟において、「加害者の行為が強い非難に値する」と認められる場合に、裁判所または陪審の裁量により、加害者に制裁を加え将来の同様の行為を抑止する目的で、実際の損害の補填としての賠償に加えて上乗せして支払うことを命じられる賠償のことをいう。英米法系諸国を中心に認められている制度であり、日本を含めた大陸法国ではほとんど用いられない。
この名称で呼ばれる制度の具体的な内容、対象事件、賠償の限度額などは、国・地域によって違いが見られる。

## イギリスにおける懲罰的損害賠償
イギリスで懲罰的損害賠償を認めた古い判例としては、1763年の貴族院判決であるハックル対マネー事件とウィルクス対ウッド事件がある。下記のとおり、その後この制度はアメリカ合衆国にも継承され、同国で大きな発展を遂げたが、イギリスにおいては比較的抑制的に適用されている。
例えば、イギリスのリーディングケースであるルークス対バーナード事件においては、その刑事制裁的な性質を考慮し、その対象について、公務員による恣意的、抑圧的、または憲法違反の行為による場合、被害者に対して支払われる賠償額を大幅に超える利益を得るために不法行為が行われた場合、制定法が特に認めた場合に限定されている。

## アメリカにおける懲罰的損害賠償
アメリカは、植民地時代を経由してイギリス法を継承した。懲罰的損害賠償についても、たとえば1784年のジェネイ対ノリス事件や、1781年のコリエル対コルボー事件等、建国後比較的早い段階から懲罰的損害賠償を認めた判例が確立されていた。
どのような場合にどの程度の懲罰的損害賠償が課されるかは、基本的には州のコモン・ローによる判断となる。被告の行為が強く非難されるべき場合に、その行為の非難されるべき度合いを考慮しつつ、当該行為を抑止するのに充分な金額を懲罰的損害賠償金の額とするというのが一般的である。どのような金額が懲罰と抑止という目的にかなうかを考慮するに当たり、被告の資産を考慮に入れることが重視される州が多い。
民事訴訟における陪審制を原則廃止したイギリスと違って、アメリカでは民事訴訟においても陪審制が維持されており、懲罰的損害賠償額の認定も、事実認定の一部として原則として陪審が行う。陪審は、懲罰的損害賠償の可否とその算定基準に関する法について裁判官から説示 (jury instruction) を受けた上で判断するが、説示は一般的基準を示すのみで厳密な算定方法を強制するものではない。そのせいもあって、ときとして、被害者の窮状や加害者の行為を感情的に反映した過大な懲罰的損害賠償が命じられることがある。米国のみならず、日本を含む各国のマスコミでも報道されたものとして、マクドナルド・コーヒー事件がある。この事件が、アメリカの懲罰的損害賠償制度の問題点を象徴するものとして適切であるかどうかには議論の余地があるが、産業界を中心に肥大化する懲罰的損害賠償額に対して懸念する声が上がっている。
こういった状況の中、1980年代の中頃から、各州の立法によって懲罰的損害賠償に上限を設けようという動きが高まった。特に、賠償額については、絶対額の上限を設けたり、実損との関係で制限を設けたり、このふたつを組み合わせた制限を設ける立法例がある。また、連邦最高裁判決の積み重ねにより、過大な懲罰的損害賠償額を認めることは連邦憲法の定めた適正手続保障に違反するという判例が定着している。一方で、原告側からは、前述の懲罰的損害賠償を制限する州法について、憲法（特に州の憲法）に違反して無効であるという主張がなされることがあり、そのような主張は一定の成功を収めている。

## 日本における懲罰的損害賠償
日本の法制度には存在しない。すなわち、日本の場合は「損害を金銭的に評価した額を賠償額とする」制度を採用しているので、慰藉料として精神的損害の金銭的評価について裁量が働くことが一応考えられるとしても、懲罰的損害賠償が認められることはない。

### 不法行為の発生場所と裁判、判決への影響
損害賠償を認める法域で不法行為が発生したことを理由とする損害賠償請求事件が日本の裁判所に係属した場合、不法行為の準拠法は結果発生地法であるとして懲罰的損害賠償の可否が問題になったとしても、日本法が認める損害賠償に該当しないので賠償額の上乗せはできない。
逆に、日本国外の裁判所で懲罰的損害賠償を命じる判決が確定した場合、その判決の効力が日本にも及ぶか、具体的には、当該外国判決に基づき日本の裁判所から民事執行法24条の執行判決を得、これに基づいて日本国内にある財産に対して強制執行をすることができるかが問題となる。この点につき日本の最高裁判所は、カリフォルニア州の懲罰的損害賠償制度に基づく賠償を命じた判決の日本国内の効力について、その目的が日本の罰金等の刑罰と同様の意義を持ち日本の損害賠償制度の基本原則と相容れない等として、懲罰的損害賠償としての金員の支払いを命じる部分は日本の公序に反し、最高裁判決当時に施行されていた旧民事訴訟法200条3号の要件を満たさないので、日本の裁判所はこの部分について執行判決をすることはできないと判断した。

## 国際法における懲罰的損害賠償の求め
国際法での分野においても、懲罰的損害賠償は認められていない。ホンジュラス政府が訴えられたベラスケス・ロドリゲス事件で、軍による拉致被害者側が懲罰的賠償を求めたことがあったが、米州人権裁判所の判決は、現在の国際法で懲罰的賠償は適用されないとした。